# Chowdhury Mueen Uddin
Chowdhury Mueen Uddin (bengalisch চৌধুরী মঈনুদ্দীন; * 27. November 1948 in Chanpur, Distrikt Feni Ostpakistan, heute Bangladesch) ist ein ehemaliger bangladeschischer Aktivist der islamistischen Partei bzw. Gruppierung Jamaat-e-Islami. Nach der Unabhängigkeit Bangladeschs 1971 emigrierte er in das Vereinigte Königreich, dessen Staatsangehörigkeit er inzwischen zusätzlich zur bangladeschischen besitzt. In Großbritannien hatte er prominente Funktionen in muslimischen Institutionen inne. Im Mai 2013 wurde er in Bangladesch wegen der gemeinschaftlichen Entführung und Ermordung von 16 bengalischen Intellektuellen während des Unabhängigkeitskrieges 1971 angeklagt und am 3. November 2013 in Abwesenheit von einem Sondertribunal zum Tode verurteilt. Mueen Uddin bestreitet die ihm zur Last gelegten Verbrechen.

## Biografie

### In Ostpakistan
Chowdhury Mueen Uddin wurde 1948 im Dorf Chanpur im Distrikt Feni im damaligen Ostpakistan geboren. Zu der Zeit, als der Unabhängigkeitskrieg in Ostpakistan ausbrach, war er Magister-Student in der Abteilung für Bengalische Sprache an der Universität von Dhaka. Zugleich betätigte er sich als Reporter der Zeitung Daily Purbadesh. Außerdem war er einer der wesentlichen Führer der Studentenorganisation Islami Chatra Sangh der Jamaat-e-Islami. Nach den später gegen ihn erhobenen Vorwürfen sei er ebenfalls eine führende Person der paramilitärischen Miliz al-Badr (arabisch البدر, „der Vollmond“) gewesen, die als eine Art Hilfstruppe der regulären pakistanischen Armee zur Unterdrückung der bangladeschischen Unabhängigkeitsbewegung agierte. Nach der Niederlage Pakistans und der Unabhängigkeit Bangladeschs im Jahr 1971 emigrierte Mueen Uddin nach Pakistan und später in das Vereinigte Königreich, wo er seinen Wohnsitz im Londoner Stadtteil Tottenham nahm.

### Im Vereinigten Königreich
In Großbritannien wurde Mueen Uddin später in verschiedenen Funktionen in der islamischen Gemeinschaft aktiv. Im Jahr 1989 war er ein prominenter Sprecher in der Kampagne, die der Fatwa gegen Salman Rushdie aufgrund dessen Buch „Die satanischen Verse“ voranging. Etwa 1989 beteiligte er sich an der Gründung des Islamic Forum of Europe, eines europäischen Ablegers von Jamaat-e-Islami. Bis 2010 war er der Vize-Vorsitzende der East London Mosque. Mueen Uddin spielte eine wichtige Rolle bei der Gründung des Muslim Council of Britain 1997 als eine Art Dachorganisation der Muslime in Großbritannien. Er wurde zum Treuhänder der britisch-muslimischen Wohlfahrtsinstitution Muslim Aid berufen. Im National Health Service war er in leitender Funktion für die Organisation der seelsorgerischen Betreuung von muslimischen Patienten zuständig.
Am 3. Mai 1995 strahlte der britische Sender Channel 4 in der Serie Dispatches unter dem Titel War Crimes Files („Daten zu Kriegsverbrechen“) eine investigative Reportage aus, in der schwere Vorwürfe gegen einige im Vereinigten Königreich lebende prominente Muslime erhoben wurden. Konkret wurden drei Personen beschuldigt, in schwere Menschenrechtsverbrechen in Bangladesch im Jahr 1971 verwickelt gewesen zu sein: Lutfur Rahman, Imam einer Moschee in Birmingham und Führungsmitglied von Dawatul Islam, einer Auslandsorganisation von Jamaat-e-Islami, Abu Sayeed, Schulleiter einer muslimischen Schule und gewähltes Mitglied im education committee von Tower Hamlets College, und Chowdhury Mueen Uddin. Alle drei bestritten die Vorwürfe.
Als der Guardian im Jahr 2009 einen Artikel Prosecute Bangladesh's war criminals („Nehmt die Strafverfolgung der Kriegsverbrecher Bangladeschs auf“) veröffentlichte, in der auch Mueen Uddin erwähnt wurde, wurde er durch die Rechtsanwälte Mueen Uddins gezwungen, eine Entschuldigung und Gegendarstellung herauszugeben, in der betont wurde, dass Mueen Uddin niemals in Verbindung mit diesen Verbrechen strafrechtlich verfolgt, angeklagt oder gar verhaftet worden sei.

## Kriegsverbrecherprozess in Bangladesch 2013

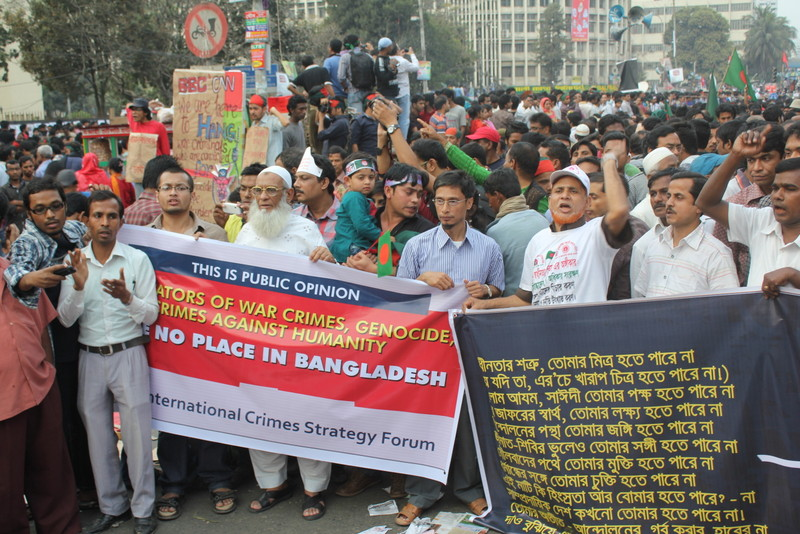
Demonstranten in Dhaka fordern am 8. Februar 2013 die Bestrafung der Kriegsverbrecher von 1971

Aus der Parlamentswahl in Bangladesch 2008 ging die Awami-Liga unter Hasina Wajed siegreich hervor. Die Awami-Liga hatte im Wahlkampf versprochen, die schweren Menschenrechtsverbrechen, die sich während des zur Unabhängigkeit Bangladeschs führenden Krieges 1971 ereignet hatten, juristisch aufzuarbeiten. Dies geschah auch und es wurde das International Crimes Tribunal („Internationales Verbrechens-Tribunal“) eingerichtet, das in der folgenden Zeit mehrere mutmaßliche Kriegsverbrecher anklagte.

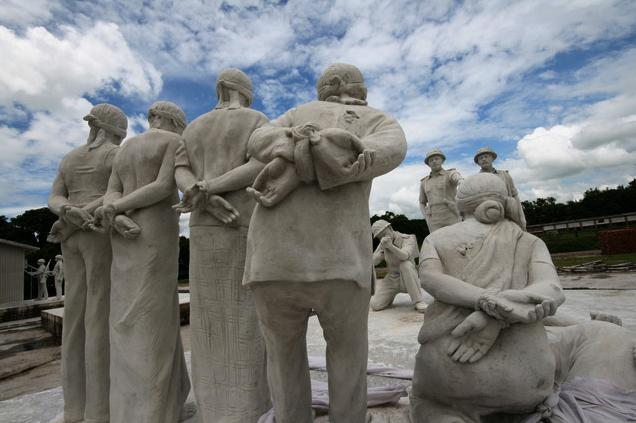
Denkmal für die im Bangladesch-Krieg ermordeten Intellektuellen

Am 27. Mai 2013 wurde Anklage gegen Chowdhury Mueen Uddin und Ashrafuzzaman Khan eröffnet. Beide wurden des Mordes an 18 bengalischen Intellektuellen in Dhaka im Zeitraum vom
10. bis zum 15. Dezember 1971 angeklagt. Bei den Mordopfern handelte es sich um Professoren der Universität, Ärzte sowie Journalisten. Am 27. Mai 2013 stellte das Tribunal offiziell fest, dass beide Angeklagten offensichtlich nicht greifbar waren und beschloss, das Verfahren in Abwesenheit der Angeklagten zu eröffnen. Zwei Rechtsanwälte wurden zur Verteidigung der Angeklagten bestellt. Nach Darstellung der Anklage waren die besagten Intellektuellen von al-Badr-Milizionären in der Nacht aus ihren Wohnungen entführt worden, auf Felder außerhalb der Stadt transportiert worden und dort in brutaler Weise zum Teil gefoltert und ermordet worden. Bei ihren Verbrechen trugen die Täter größtenteils Masken und nannten auch nicht ihre Namen. In ihrer Untersuchung stützte sich die Anklage vor allem auf Untersuchungsberichte, die kurze Zeit später nach Kriegsende veröffentlicht worden waren und Mueen Uddin als einen Kommandeur von al-Badr belasteten.
Mueen Uddin habe gezielt Journalistenkollegen nach ihren Wohnadressen ausgefragt. Diese seien misstrauisch geworden und hätten ihm falsche Adressen angegeben und diese falschen Adressen fanden sich später auf den sichergestellten Todeslisten von al-Badr. Aus den Unterlagen ging nach Ansicht der Anklage auch hervor, dass Mueen Uddin nicht nur Mitglied, sondern führender Kopf von al-Badr gewesen sei. Ziel von al-Badr war es offensichtlich, noch in den letzten Kriegstagen, vor der sich abzeichnenden militärischen Niederlage in einer Art Rachefeldzug prominente bengalische Intellektuelle, die sich gegen das islamische Staatsmodell Pakistans und für einen säkularen unabhängigen Staat Bangladesch ausgesprochen hatten, zu eliminieren. Gefangene al-Badr-Mitglieder sagten nach Kriegsende gegen Mueen Uddin aus und investigative Zeitungsberichte, nicht nur in Bangladesch, sondern auch in internationalen Zeitungen beschrieben Mueen Uddin als führender Täter.

“Chowdhury Mainuddin [Mueen Uddin], a member of the banned fanatic Jamaat Islam Party, has been described as the ‘Operation in Charge’ of the killing of intellectuals in Dacca by Abdul Khaleque, a captured ring leader of the Al-Badr and office-bearer of the Jamaat-e-Islam. The fascist Al-Badr force was responsible for the killing of the intellectuals backed by the Pakistan Army before their humiliating surrender. Chowdhury Mainuddin has been absconding presumably since December 16.”

„Chowdhury Mainuddin [Mueen Uddin], Mitglied der verbotenen fanatischen Jamaat Islam-Partei wurde durch Abdul Khaleque, einen gefangen genommenen Führer von al-Badr und Amtsträger von Jamaat-e-Islam, als derjenige beschrieben, der die Verantwortung für die Tötungen von Intellektuellen in Dacca trug. Die faschistische al-Badr-Truppe war für die Tötung der Intellektuellen verantwortlich, die durch die pakistanische Armee kurz vor ihrer demütigenden Niederlage gedeckt wurde. Chowdhury Mainuddin hat sich mutmaßlich seit dem 16. Dezember abgesetzt.“

“Chowdhury Mueen Uddin who was a pleasant, well-mannered and intelligent young man had been working in the Bengali-language paper named The Daily Purbadesh. […] Mr. Mueenuddin has been identified as the head of a secret, commando-like organization of fanatic Moslems that murdered several hundred prominent Bengali professors, doctors, lawyers and journalists in a Dacca brickyard …”

„Chowdhury Mueen Uddin war ein freundlicher, intelligenter junger Mann mit angenehmen Umgangsformen, der bei einer Zeitung in bengalischer Sprache namens Daily Purbadesh arbeitete. […] Herr Mueenuddin wurde als Kopf einer geheimen Kommando-Organisation fanatischer Muslime identifiziert, die mehrere Hundert prominente bengalische Professoren, Ärzte, Rechtsanwälte und Journalisten in einer Ziegelei in Dacca ermordete …“

Zahlreiche Zeugenaussagen der unmittelbaren Angehörigen wurden durch das Tribunal gehört. Die Verteidigung bestritt nicht die Verbrechen selbst, bezweifelte jedoch, dass die Evidenz ausreiche, um Chowdhury Mueen Uddin als Tatverantwortlichen oder -beteiligten zu identifizieren. Das Gericht folgte jedoch in allen Punkten der Anklage und verurteilte am 3. November 2013 beide Angeklagten zum Tode durch den Strang.
Mueen Uddin bestritt die ihm zur Last gelegten Vorwürfe. Er verneinte, jemals Mitglied von al-Badr gewesen zu sein. In mehreren öffentlichen Interviews nannte er das bangladeschische Tribunal „einen Witz“, das „einen Schein-Prozess“ führen würde („The tribunal in Bangladesh is a joke. It’s a sham trial they are conducting.“). Das ganze Verfahren sei „korrumpiert“. Er sei bereit, sich einem fairen Gerichtsverfahren zu stellen, aber das Tribunal in Bangladesch sei weder fair noch unvoreingenommen. Bisher hat Bangladesch keinen Auslieferungsantrag gestellt. Ein solcher hätte auch kaum Aussicht auf Erfolg, da das Vereinigte Königreich grundsätzlich keine Personen in Länder ausliefert, in denen den Beschuldigten die Todesstrafe droht.